# Хлопець Ікс
«Хлопець Ікс» (англ. Guy X) — фільм 2005 року.

## Сюжет
Капрала Руді Спруанса помилково відправили у Куангаттарсу, медичний корпус армії США в Арктиці, замість бази на Гаваях. Незабаром він дізнається, що його документи випадково були замінені на документи капрала Мартіна Педерсена, який, ймовірно, був відправлений на Гаваї. Руді відчуває деякі труднощі з повернення назад, так як офіційно перестав існувати. Він дізнається, що під базою, є засекречена лікарняна палата, де майже божевільний командир, полковник Вулврап, очолює секретну місію по приховуванню солдатів, які мають невиліковні рани отримані у В'єтнамській війні.

## У ролях
- Джейсон Біггз — капрал Руді Спруанс
- Наташа Макелхон — сержант Ірен Тіл
- Джеремі Нортем — полковник Вулврап
- Шон Такер — Левон
- Хілмір Снаер Гуднасон — Петрі
- Гаррі Стандджофскі — капелан Бранк
- Роб ДеЛеу — Слім
- Донні Фалсетті — Джентін
- Джонатан Хіггінс — Ворд
- Майкл Айронсайд — Хлопець Ікс
- Бенц Антуан — Філлі
- Мерайя Інгер — Мей
- Діно Тоскес — шеф-кухар

## Цікаві факти
- В основу фільму покладена історія про госпіталь, де ховали від сторонніх очей смертельно поранених солдатів, який реально існував у Гренландії поселення Нарссарссуак. Ветеранів Корейської війни до самої кончини від ран вважали зниклими безвісти.